# حیات وحش کامرون

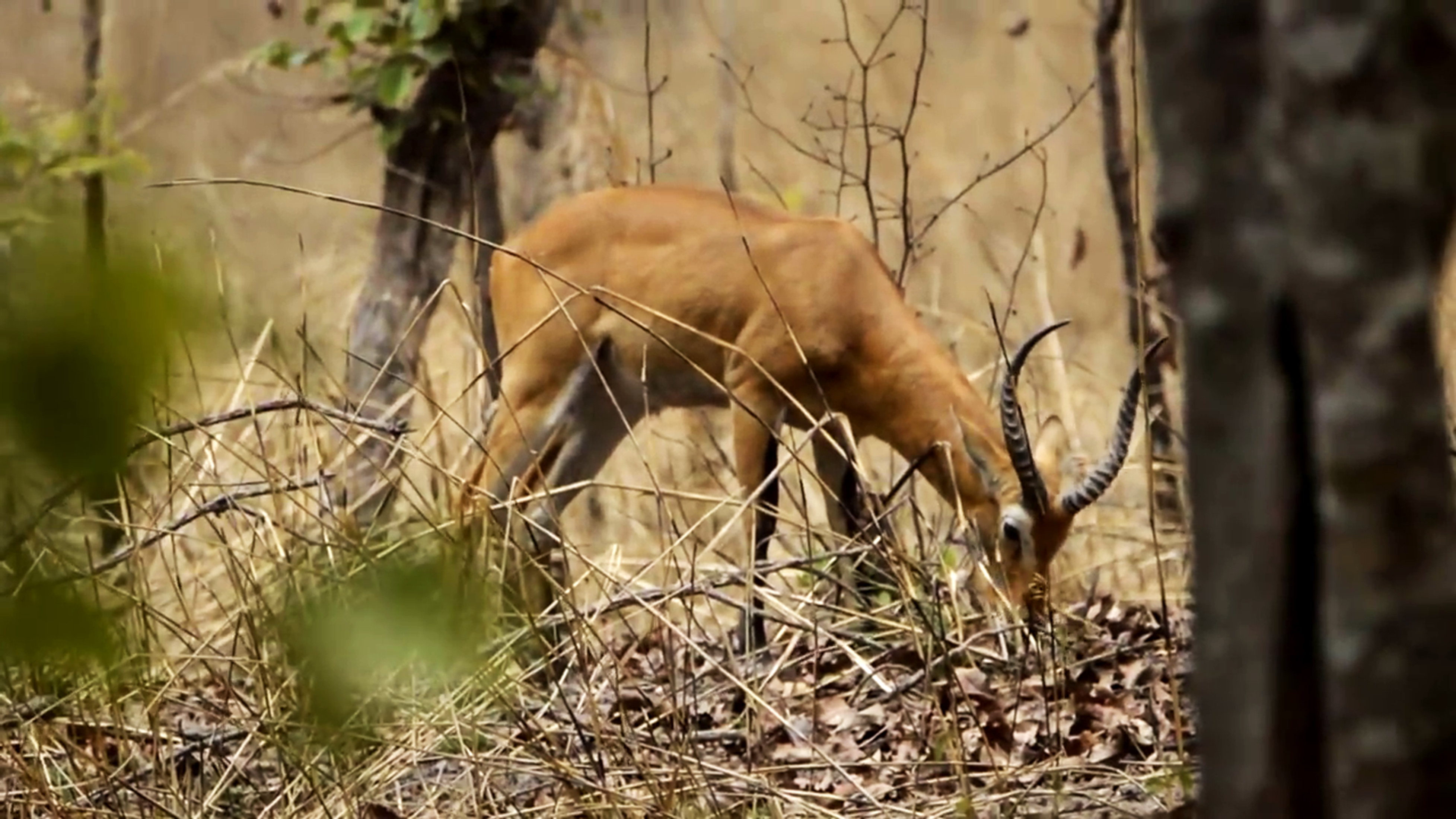
نمایی از یک بز کوهی در پارک ملی بنوئه در منطقه شمال (کامرون)، ۲۰۱۷

حیات وحش کامرون متشکل از گیاگان و زیاگان این کشور است. این کشور که با نیجریه هم‌مرز است، یکی از پرباران‌ترین قسمت‌های آفریقا محسوب می‌شود و دومین تراکم تنوع زیستی آفریقا را به خود اختصاص داده‌است. این حیات وحش غنی متشکل از ۸٬۲۶۰ گونه ثبت‌شده گیاه شامل ۱۵۶ گونه بوم‌زاد، ۴۰۹ گونه پستاندار که ۱۴ تای آنها بوم‌زاد هستند، ۶۹۰ گونه پرنده که شامل ۸ گونه بوم‌زاد می‌باشند، ۲۵۰ گونه خزنده و ۲۰۰ گونه دوزیست است.